# Union Laborista de Mujeres
Union Laborista de Mujeres var en kubansk kvinnoorganisation, grundad 1928. Det var en av Kubas ledande kvinnoorganisationer. 
Föreningen grundades av Ofelia Dominguez som en utbrytargrupp ur Alianza Nacional Feminista. Den tog avstånd från president Gerardo Machado, som hade utlovat kvinnlig rösträtt på kvinnokongressen 1925, men brutit sitt löfte. Den arbetade för arbetarkvinnor, men bestod av bildade medelklasskvinnor som trodde på meritokratisk marxism. 